# Actinote quadra
Actinote quadra är en fjärilsart som beskrevs av William Schaus 1902. Actinote quadra ingår i släktet Actinote och familjen praktfjärilar. Inga underarter finns listade i Catalogue of Life.